# Ukrainska musikinstrument
Ukrainska musikinstrument var oftast hemgjorda. De användes av folkmusikerna.

Folkliga musikinstrument användes främst vid danser och marscher (t.ex. bröllopsmarsch), samt som komplement till populära pjäser, eller för enkel lyssnarupplevelse.
Dansmusiken (metelytsia, hopak, tropak, kozachok, kolomyika, hutsulka, chabashka, verkhovynka, shumka osv.) spelades ofta av ett instrument, vanligen fiol eller genom en liten ensemble (fiol och trumma). 

## Grundläggande grupper
Ukrainska musikinstrumenten kan delas in i tre grundläggande grupper, beroende på hur ljudet produceras:
1. Stränginstrument
  1. Knäppinstrument: kobza, bandura, husli, torban och drymba
  2. Stråkinstrument: hudok, skrypka och basolia
  3. Knappstråkinstrument: lira
  4. Strängat slagverk: tsymbaly
2. Blåsinstrument
  1. Fritungeinstrument: sopilka, flojara, kuvytsi, svyril
  2. Vassrörsinstrument: duda, koza, bardan, mich, volynka
  3. Träblåsinstrument: trembita
3. Slagverk
  1. Membranofoner: bubon, buben, taraban, resheto, tulumba, litavry
  2. Idiofoner: cymbaler, klockor och skallror

## Galleri

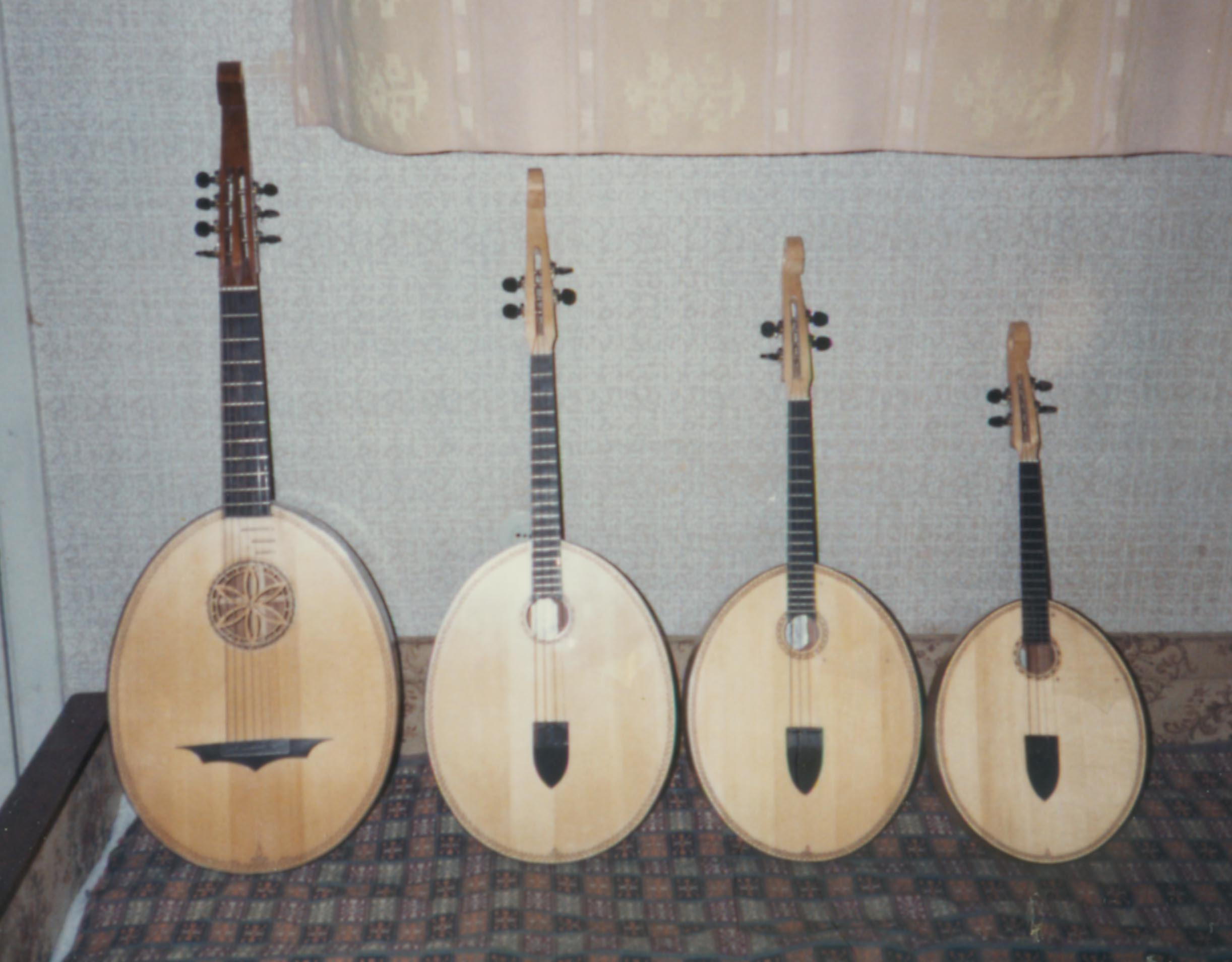
Orkesterkobzas tillverkade av Mykola Prokopenko.
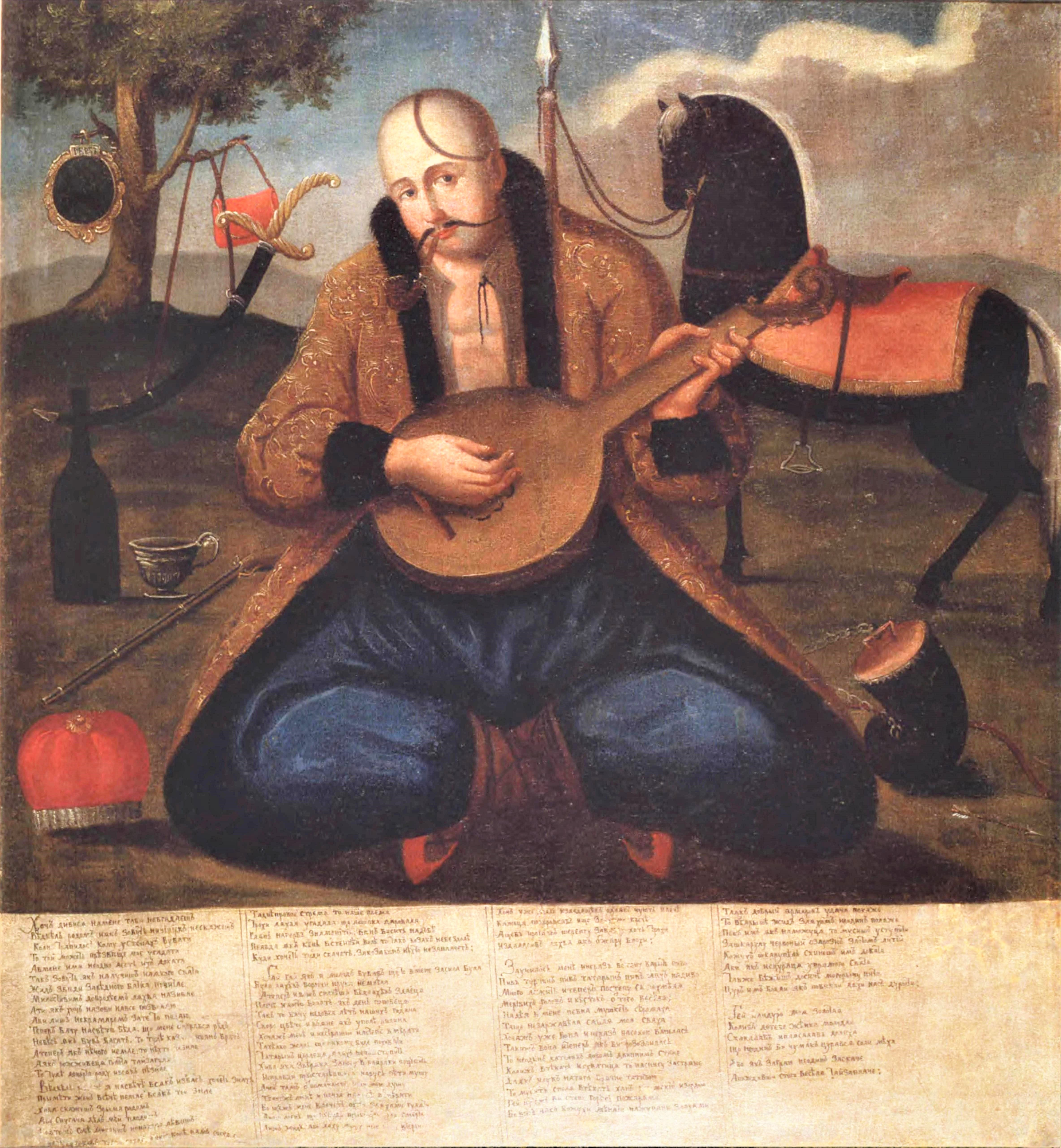
Kozak Mamaj spelar på en kobza.
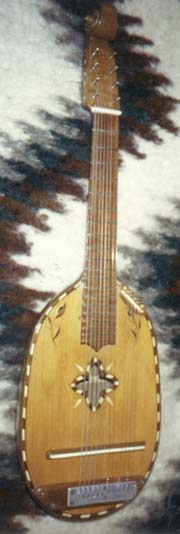
P. Konoplenko-Zaporozhetz' kobza.

### Fotnoter
1. ↑  , Encyclopedia of Ukraine